# Hiroki Endo
Pour les articles homonymes, voir Endo.
遠藤 浩輝
Œuvres principales
Eden
Hiroki Endo (遠藤 浩輝, Endō Hiroki) est un mangaka né le 3 novembre 1970 à Akita, au Japon. Diplômé de l'université des Arts de Musashino (préfecture de Tokyo), il est surtout connu pour sa série de science-fiction Eden.

## Œuvres

### Séries
- Eden: It's an Endless World!, éditions Kōdansha au Japon, Panini en France, 18 volumes (1998-2009), série complète prépubliée dans la revue Afternoon.
- Meltdown
- All Rounder Meguru (オールラウンダー廻?), éditions Kōdansha au Japon, Panini en France (abandon au 3eme tome) puis Pika, 19 volumes (2008-2016), série complète.
- Hantei Shiai Jōtō! (判定試合上等!?)

### Nouvelles (Tanpenshū)
Nouvelles d'Hiroki Endo, aux éditions Kōdansha au Japon, Panini en France.
- Volume 1 (1996–1997)
  - Le corbeau, la fille et le yakuza (カラスと少女とヤクザ?)
  - L'éducation sentimentale (きっとかわいい女の子だから?)
  - A ceux qui ne croient pas en Dieu (神様なんて信じていない僕らのために?)
- Volume 2 (1996–2000)
  - Hang (Hang?)
  - Lycéenne de l’an 2000 (女子高生2000?)
  - La gare (プラットホーム?)
  - Boys Don't Cry (ボーイズ・ドント・クライ?)